# Зев Сураскі

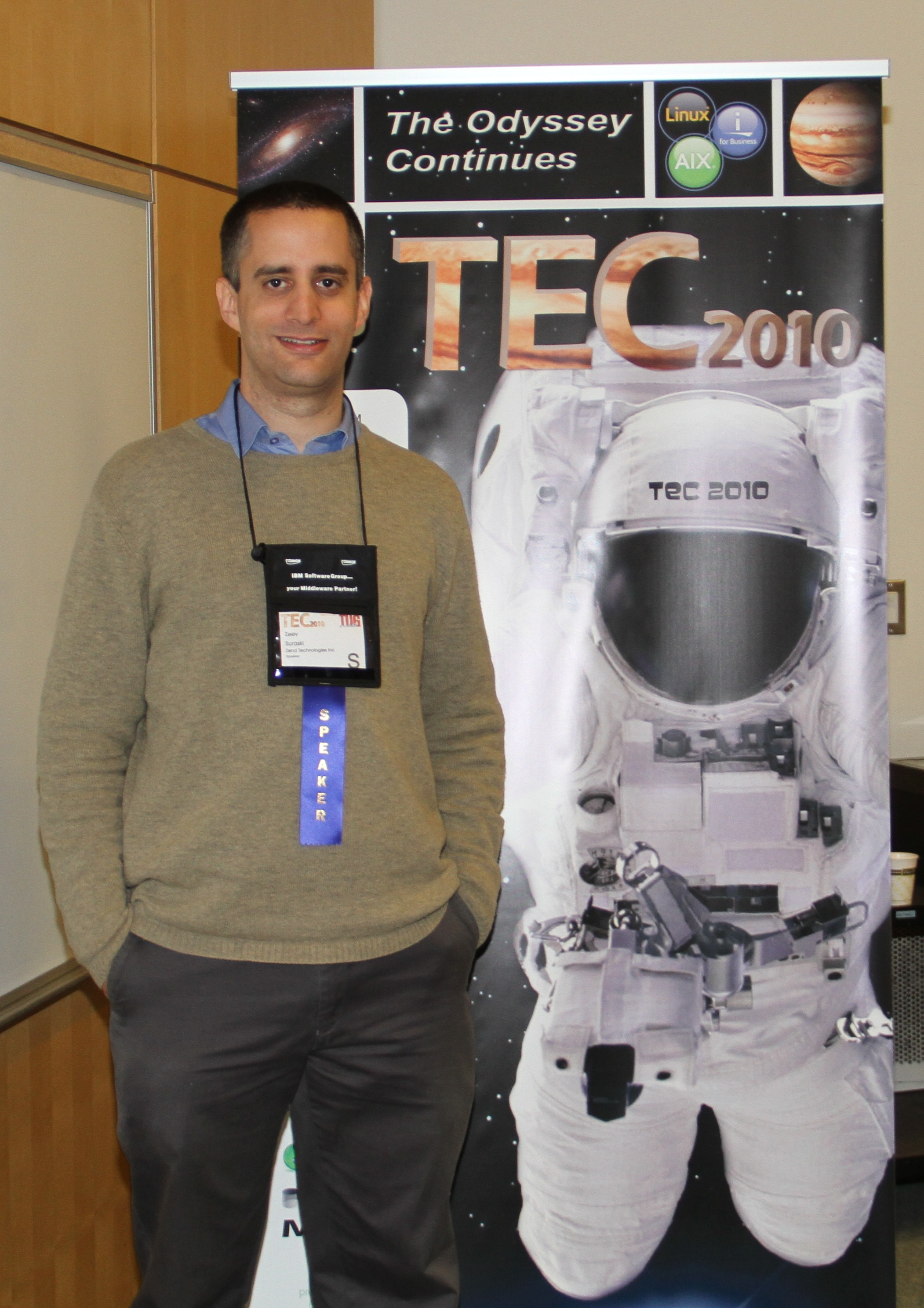
Зев Сураскі на конференції в Торонто в 2010 році

Зев Сураскі (івр. זאב סורסקי IPA: /ˈzeʔev suˈʁaski/) — ізраїльський програміст, PHP-розробник та співзасновник Zend Technologies. Випускник Хайфайського університету Техніон в Ізраїлі. Сураскі та його студентський друг Енді Ґутманс створили PHP 3 в 1997 році. В 1999 вони написали Zend Engine, ядро PHP 4 і заснували компанію Zend Technologies, яка з тих пір займається розробкою ядра PHP. Назва Zend була вигадана сполученням їх імен, Зев і Енді.
Сураскі член Apache Software Foundation та був номінований на FSF Нагороду за розвиток вільного програмного забезпечення в 1999 році. Зев Сураскі — технічний директор в Zend Technologies.